# 조선왕국기
《조선왕국기》는 헨드릭 하멜이 조선에 표류했다가, 이후 네덜란드로 돌아가 집필한 책 두 권 중에서 하멜표류기를 제외한 하나이다. 《조선왕국기》는 17세기 조선의 모습을 담고 있다.